# ولید
ولید یک نام در زبان عربی است و نام افراد سرشناس زیر است.
- ولید دوم
- ولید بن عبدالملک